# 王家乡 (石柱县)
王家乡，是中华人民共和国重庆市石柱土家族自治县下辖的一个乡镇级行政单位。

## 行政区划
王家乡下辖以下地区：
雄风村、密园村、光华村、五岭村、花源村和山泉村。